# Озерище (заказник)
Озерище — ботанічний заказник місцевого значення. Об'єкт розташований на території Ковельського району Волинської області, с. Солов'ї, поблизу с. Комарове.
Площа — 21,7 га, статус отриманий у 2003 році.
Охороняється оліготрофне чагарниково-сфагнове болото, де зростають береза пухнаста Betula pubescens, верби попеляста Salix cinerea та вушката Salix aurita. 
У трав'яному покриві переважають молінія блакитна (Molinia cocrulea), осоки гостроподібна (Carex acutiformis) та жовта (C. lflava), півники болотні (Iris pseudacorus), хвощ зимовий (Equisetum hyemale), перстач прямостоячий (Potentilla erecta), андромеда ряснолиста (Andromeda polifolia), верби лапландська (Salix lapponum) і розмаринолиста (S. elaeagnos), росичка круглолиста (Drosera rotundifolia). 
Трапляються рідкісні види флори, занесені до Червоної книги України: береза низька (Betula humilis), верба чорнична (Salix myrtilloides), товстянка двоколірна (Pinguicula vulgaris), жировик Льозеля (Liparis loeselii), журавлина дрібноплода (Oxycoccus microcarpus), осока Девелла (Carex davalliana). Рідкісні угруповання з участю берези низької охороняються Зеленою книгою України.

## Галерея

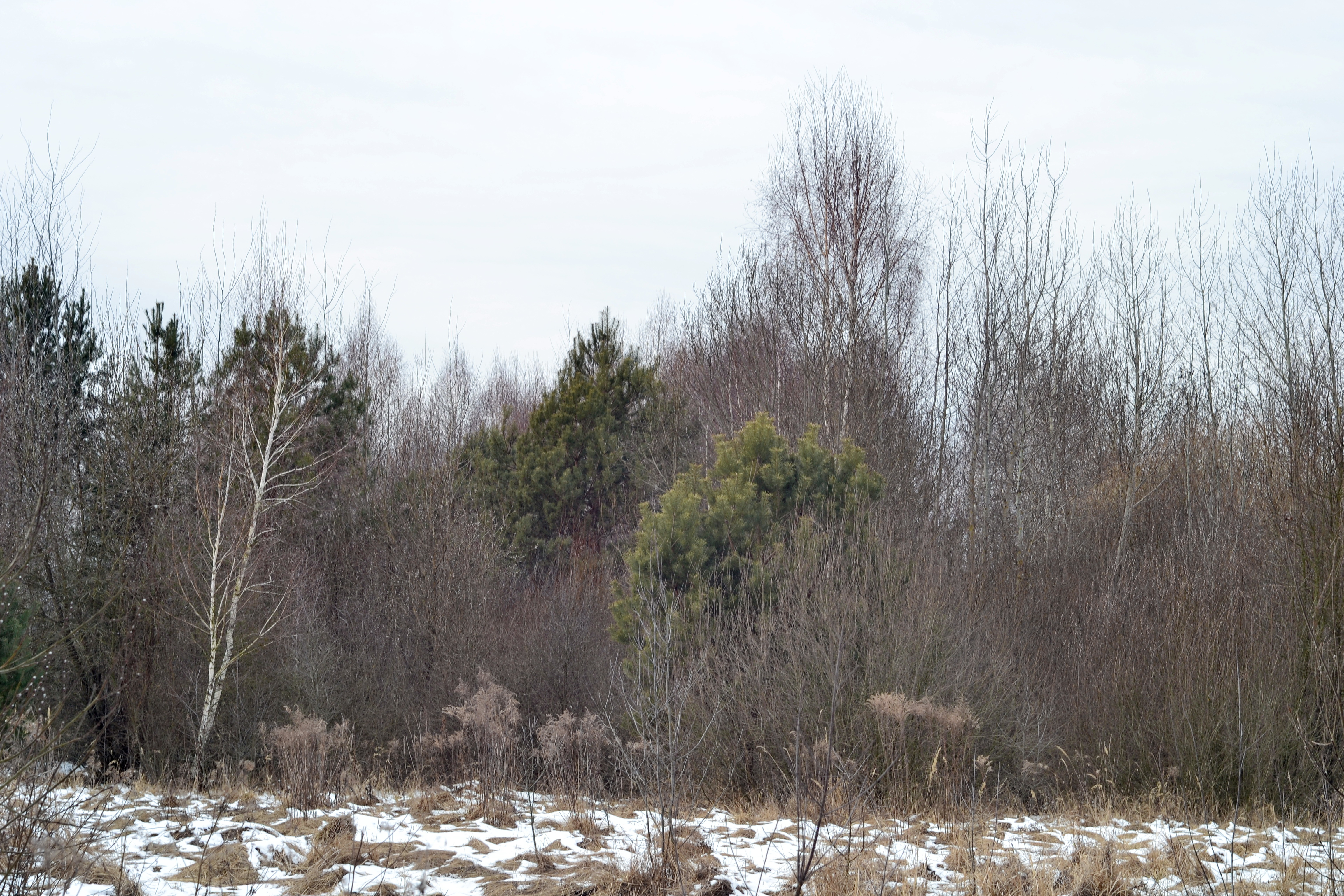
Вигляд зі сходу
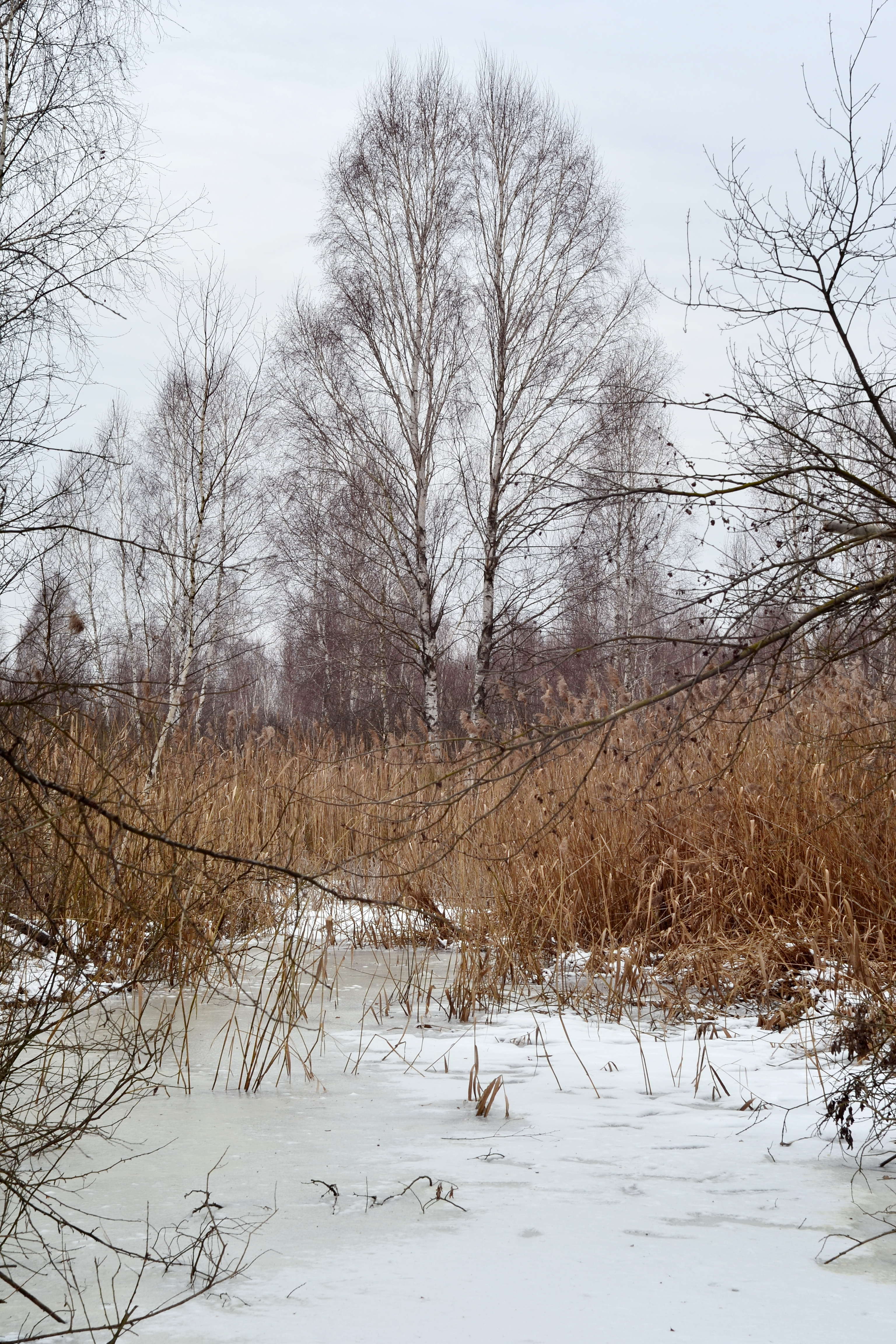
Вигляд із замерзлого озера
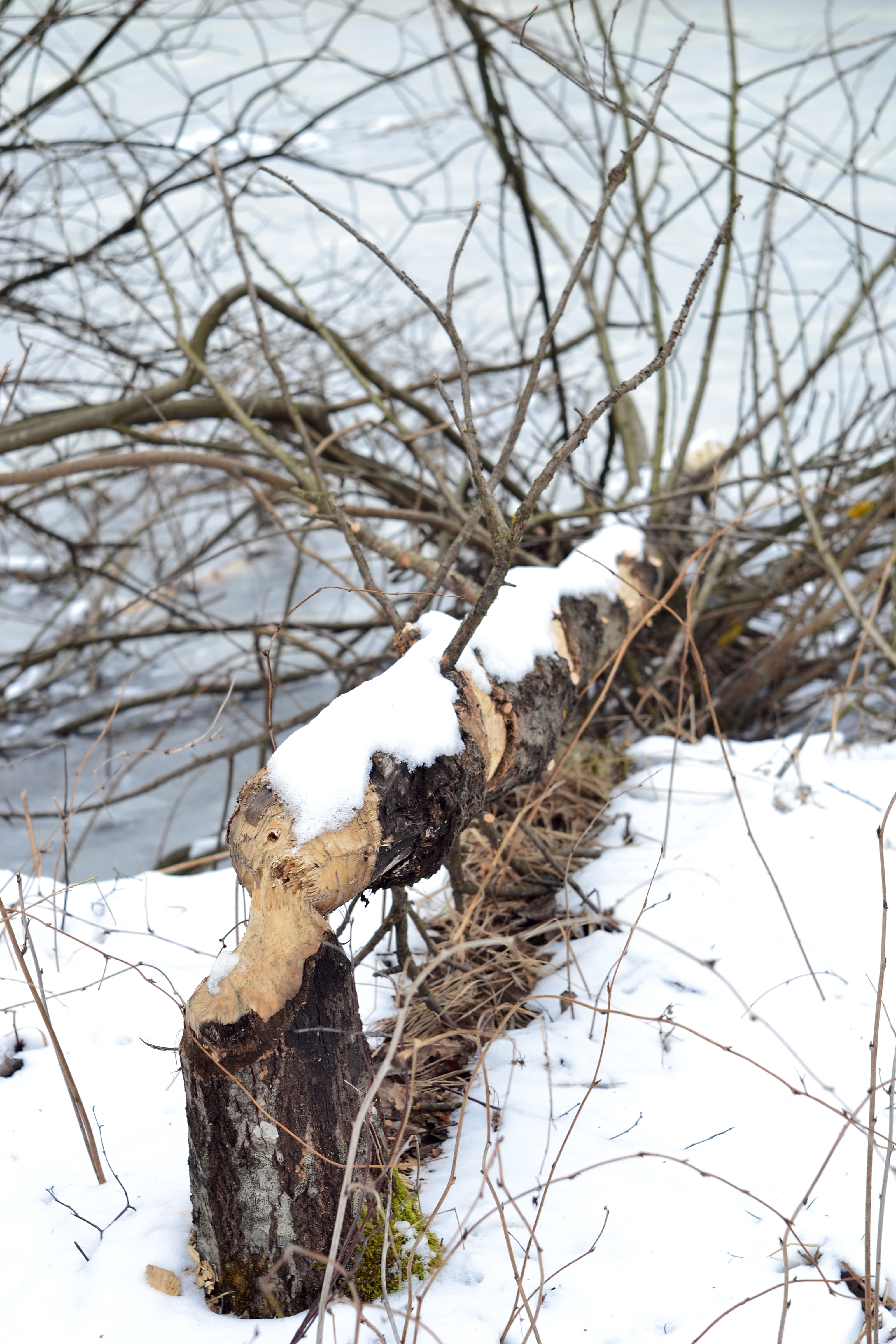
Бобри звалили дерево
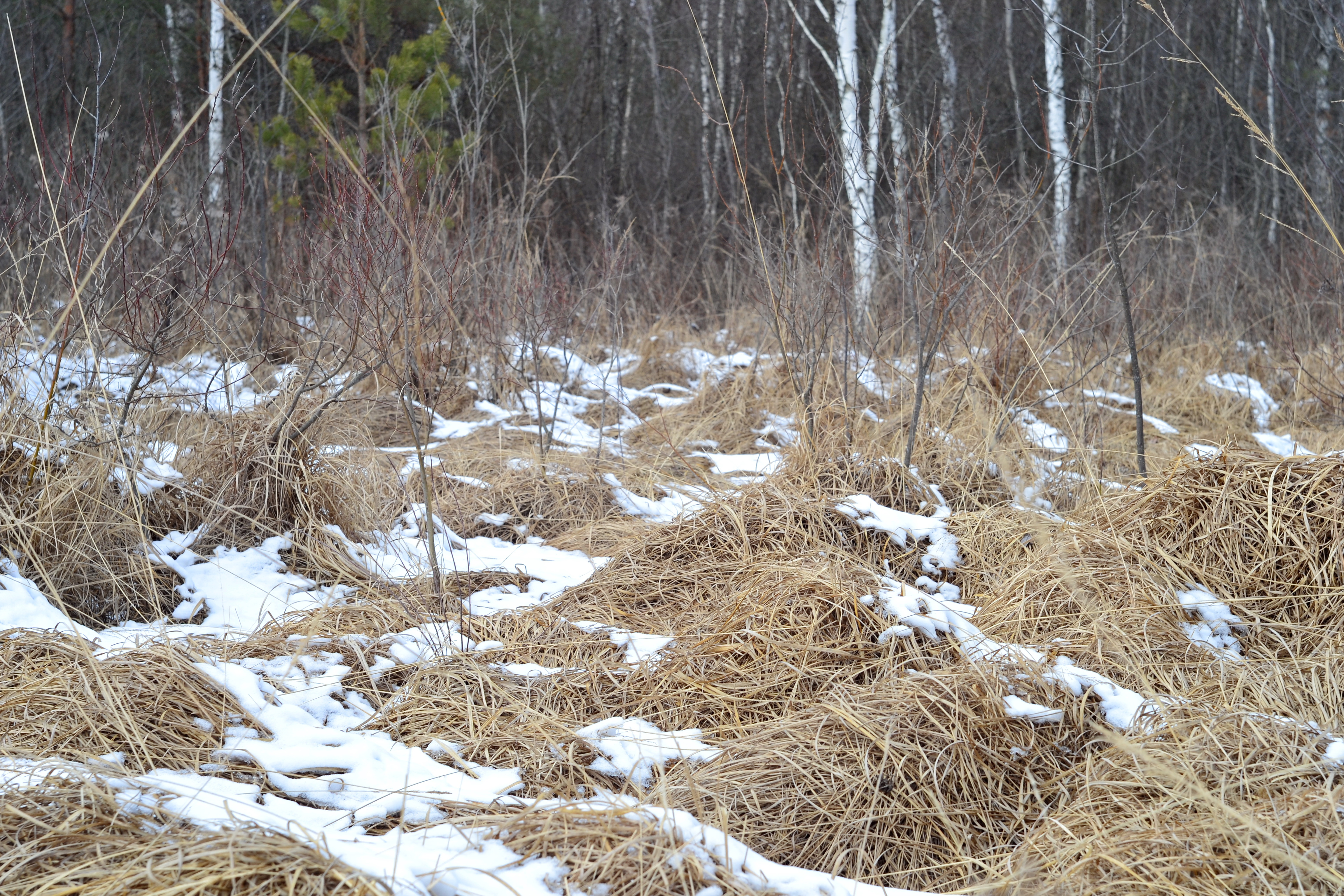
Осока гостроподібна